# Batalla de Prinitza
La batalla de Prinitza se libró en 1263 entre las fuerzas del Imperio bizantino, que marchaba a capturar Andravida, la capital del Principado latino de Acaya, y una pequeña fuerza de aqueos. Los aqueos lanzaron un ataque sorpresa contra las superiores y confiadas fuerzas bizantinas, derrotándolas y dispersándolas, salvando al principado de ser conquistado.

## Antecedentes
En la batalla de Pelagonia (1259), las fuerzas del emperador bizantino Miguel VIII Paleólogo habían matado o capturado a la mayoría de los nobles latinos del Principado de Acaya, incluido el príncipe Guillermo II de Villehardouin. A cambio de su libertad, Guillermo accedió a entregar una serie de fortalezas en la parte suroeste de la península de Morea. También hizo un juramento de lealtad a Miguel, convirtiéndose en su vasallo y fue honrado para ser el padrino de uno de los hijos de Miguel y recibir el título y el puesto de gran doméstico. A principios de 1262, Guillermo fue puesto en libertad, y los fuertes de Monemvasia y Mistra, con los distritos de Mani y Kinsterna, fueron entregados a los bizantinos  El acuerdo estaba destinado a ser de corta duración, sin embargo: el establecimiento de una pequeña provincia en Morea fue para Paleólogo el primer paso hacia la recuperación de toda la península, y Guillermo también estuvo involucrado en los esfuerzos latinos para luchar contra el emperador y recuperar Constantinopla. Consecuentemente, poco después de su regreso a Morea, Guillermo estableció sus diferencias con los venecianos sobre Negroponte, y negoció con ellos y el Papa para la acción conjunta contra Paleólogo. En julio, el Papa Urbano IV anuló los juramentos de Guillermo al emperador, e hizo un llamamiento a los príncipes occidentales para ayudarlo contra los cismáticos bizantinos.
A finales de 1262, Guillermo visitó la región de Laconia acompañado de un séquito armado. A pesar de sus concesiones a los bizantinos, todavía mantenía el control de la mayoría de Laconia, en particular la ciudad de Lacedemonia (Esparta) y las baronías de Passavant (Passavas) y Geraki. Este despliegue de fuerzas preocupaban a las guarniciones bizantinas, y el gobernador local, Miguel Cantacuceno, pidió ayuda al emperador Miguel. En respuesta, el emperador rápidamente organizó una expedición encabezada por su medio hermano, el sebastocrátor Constantino Paleólogo con el parakoimomenos Juan Macreno y el Gran doméstico Alejo Files como comandantes subordinados. Este ejército, compuesto principalmente de mercenarios turcos y tropas griegas de Asia Menor, fueron transportados a Monemvasía en galeras genovesas, mientras que la pequeña flota bizantina fue enviada a hostigar las posesiones insulares latinas de Eubea y las Cícladas.

## La batalla
Después de arribar a Monemvasia, el sebastocrátor Constantino procedió a cimentar y expandir la autoridad imperial en Laconia: sometió a los habitantes eslavos (los Melingos) del monte Taigeto y erigió una serie de fuertes para mantenerlos a raya, y luego puso sitio a Esparta, mientras que la flota imperial se apoderó de la costa sur de Laconia.  Mientras tanto, Guillermo viajó a Corinto a pedir la ayuda de los demás príncipes latinos de Grecia. Ellos, sin embargo, se mostraron poco dispuestos a acudir en su ayuda, a la vez que muchos de los súbditos griegos de Guillermo se pusieron abiertamente del lado de los bizantinos. Constantino Paleólogo vio esto como una oportunidad para conquistar completamente el principado de Guillermo. Abandonando el infructuoso asedio de Esparta, marchó con su ejército hasta los ríos Eurotas y Alfeo hacia la capital aquea, Andravida.
Durante la ausencia de Guillermo, Andravida había quedado a cargo de Juan de Katavas, un hombre conocido por su valentía, pero ahora era viejo y sufría de gota. Aunque el esquema general de los acontecimientos posteriores se confirman en los registros del historiador veneciano Marino Sanudo, que sólo está disponible detalladamente en la narración de la Crónica de Morea, cuya exactitud ha sido cuestionada.  Según la Crónica, al enterarse de la proximidad del ejército imperial, Katavas tomo a 300 o 312 hombres disponibles y marchó al encuentro de los bizantinos, cuyos números son diversos en la Crónica como de quince, dieciocho o veinte mil. Ciertamente estas cifras son muy exageradas, y el ejército bizantino debe haber contado con unos pocos miles de hombres a lo sumo. De cualquier manera, superaban en número considerable a la fuerza latina.
Los bizantinos confiados en sus fuerzas, y los informes, bailaron y cantaron. En un estrecho desfiladero en Prinitza (cerca de la antigua Olimpia), Katavas atacó el ejército bizantino y le infligió una derrota contundente en ella: muchos soldados bizantinos fueron asesinados, mientras que el resto se dispersó y buscó refugio en los bosques cercanos. El propio sebastocrator Constantino apenas escapó con vida, y huyó con el resto de sus tropas a la seguridad de Mistra. Después de haber obtenido esta gran victoria, Katavas prudentemente se negó a perseguir a los bizantinos y regresó a Andravida.

## Consecuencias
Constantino Paleólogo reagrupó sus fuerzas, y al año siguiente puso en marcha otra campaña para conquistar Acaya. Sus esfuerzos, sin embargo, se vieron frustrados, y los mercenarios turcos, quejándose de la falta de pago, desertaron a los aqueos. Guillermo II atacó a los debilitados bizantinos y logró una gran victoria en la Batalla de Macriplagi. Las dos batallas de Prinitza y Macriplagi pusieron fin a los esfuerzos de Miguel Paleólogo para recuperar la totalidad de la Morea, y el estado latino gobernó sobre Morea por más de una generación.